# Dawson City
Dawson (powszechnie Dawson City) – miasto nad rzeką Jukon w Kanadzie, w terytorium Jukon, w pobliżu granicy ze Stanami Zjednoczonymi. Co roku miasto odwiedza około 60 tys. turystów.

## Historia
Nazwa miasta pochodzi od George'a Dawsona – geologa, który w 1897 roku zbadał i opisał te tereny. Od 1898 do 1952 roku w Dawson City swoją siedzibę miały władze Terytorium Jukon.

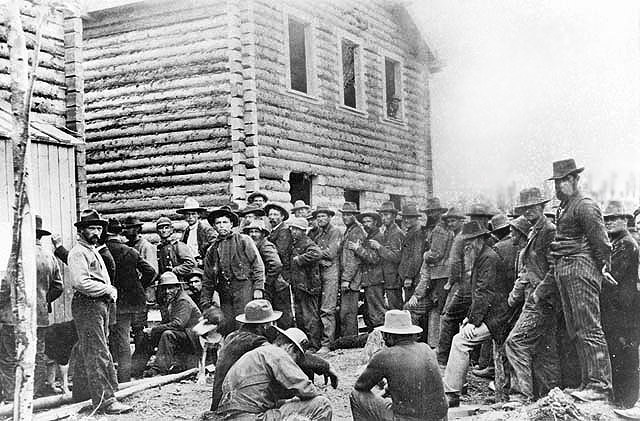
Poszukiwacze złota przed urzędem w Dawson, oczekujący na zarejestrowanie działek

W okolicach miasta nad rzeką Klondike w sierpniu 1896 roku rozpoczęła się Gorączka złota nad Klondike, co spowodowało wzrost liczby ludności miasta do 40 tys. W roku 1899 gorączka złota skończyła się, a liczba ludności zmalała do 8000. Kiedy Dawson City zdobyło prawa miejskie w 1902 roku, liczba ludności była mniejsza niż 5000.

## Klimat
Jak większa część prowincji Jukon, Dawson City położone jest w rejonie klimatu subarktycznego. Średnia temperatura lipca to 15,6 °C, a stycznia -26,7 °C. Najwyższa odnotowana temperatura w Dawson City wyniosła 34,7 °C 31 maja 1983 roku, a najniższa -55,8 °C 11 lutego 1979. Temperatura zimą często spada poniżej -40 °C.
Miasto położone jest na wysokości 370 m n.p.m. i średnie opady deszczu w lipcu wynoszą 48,4 mm. Średnie opady śniegu w styczniu to 24,2 mm. Suma opadów śniegu w Dawson to 164,5 mm, a przez 90 dni w roku nie ma mrozów.

## Demografia
Liczba mieszkańców Dawson wynosi 1 327. Język angielski jest językiem ojczystym dla 88,7%, francuski dla 4,2% mieszkańców (2006).

## Polityka
W 2004 roku władze Jukonu usunęły burmistrza z powodu bankructwa miasta. Głosowanie na burmistrza odbyło się po dwóch latach, 15 lipca 2006 roku. Został nim miejscowy artysta i przywódca ruchu na rzecz przywrócenia demokracji w mieście - John Steins.
W Dawson mieści się też siedziba Tr’ondëk Hwëch’in First Nation, jednej z setek samorządnych grup Indian kanadyjskich.

## Sławni mieszkańcy

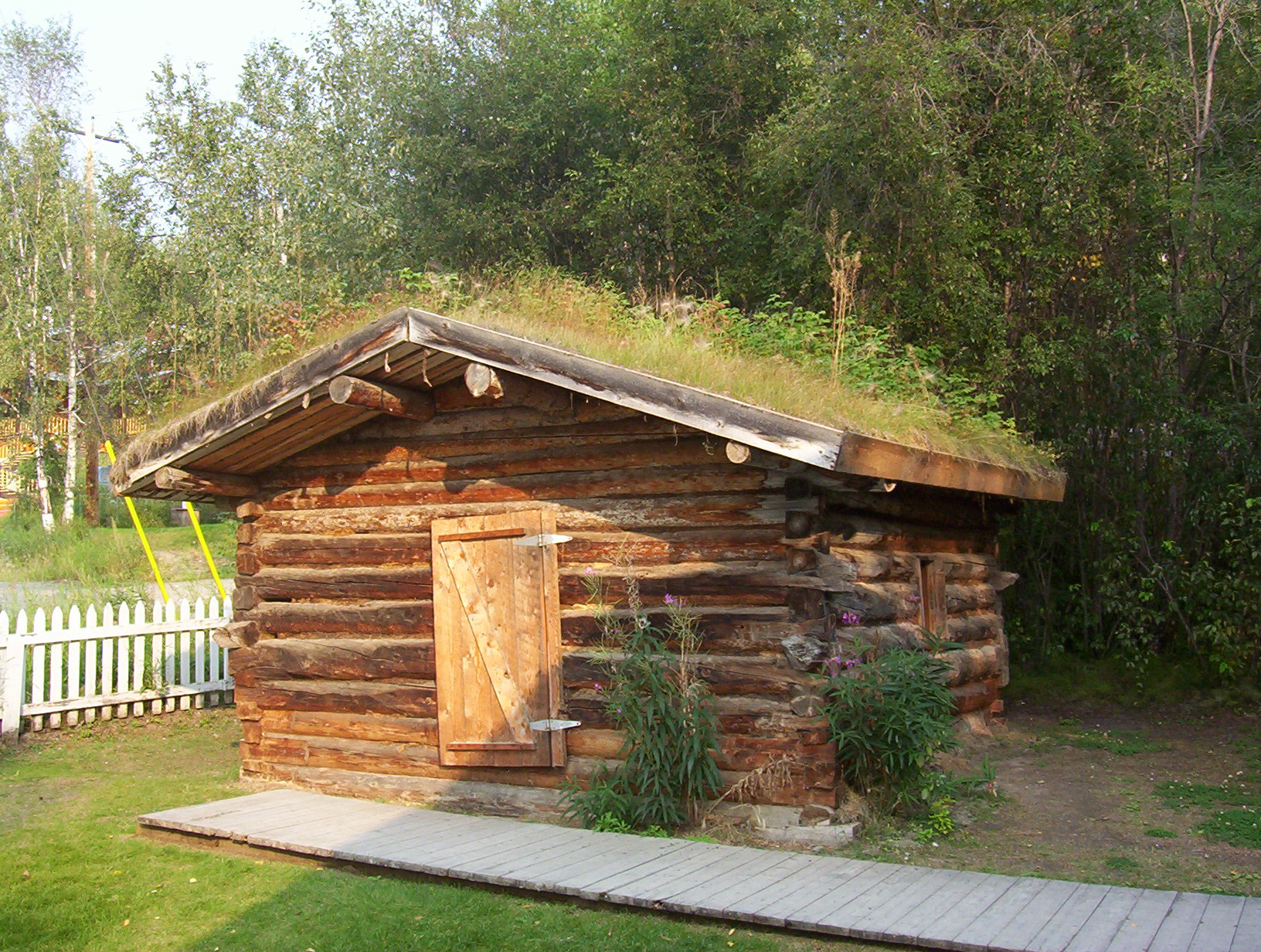
Chata Jacka Londona

W Dawson żyły takie osoby jak:
- pisarz Jack London
- pisarz Pierre Berton
- poeta Robert Service